# Districtul Bardejov

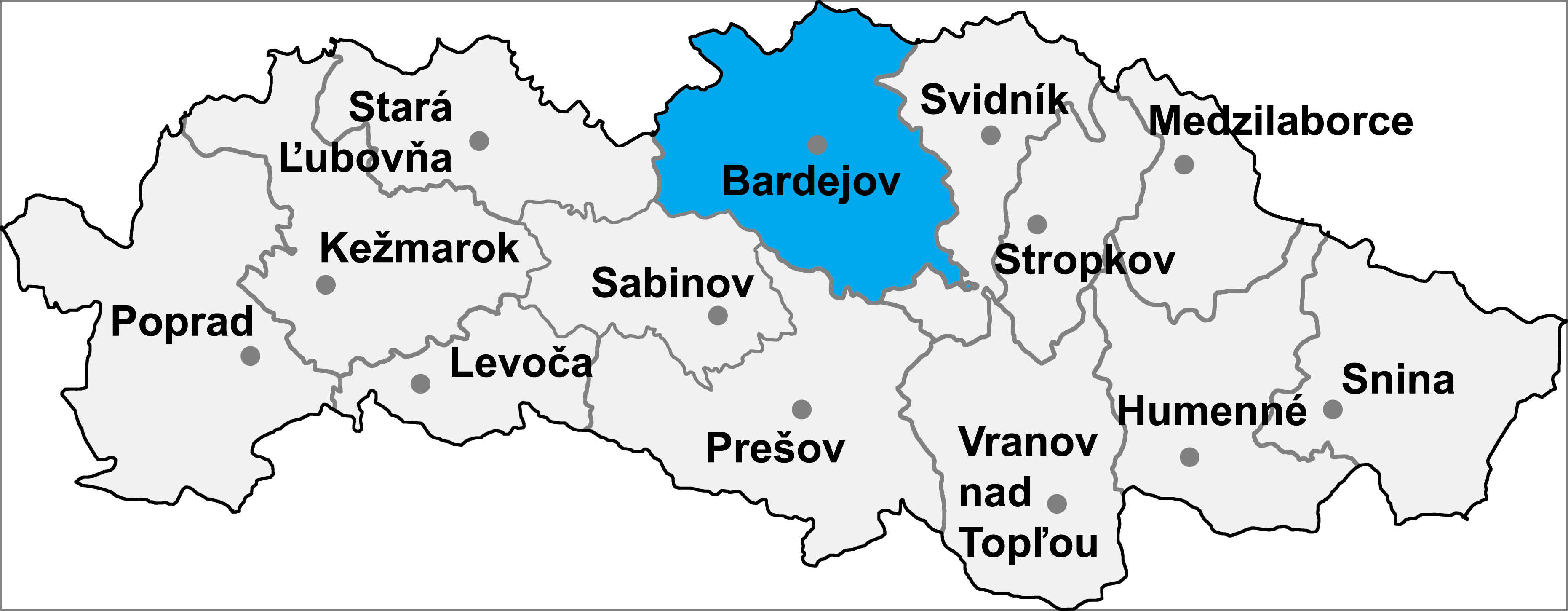
Districtul Bardejov

Districtul Bardejov (okres Bardejov) este un district în Regiunea Prešov din Slovacia estică.

## Demografie
| An:                | 1994   | 2004   | 2014   | 2024   |
| ------------------ | ------ | ------ | ------ | ------ |
| Număr de persoane: | 73.638 | 76.455 | 77.830 | 75.664 |
| Diferență:         |        | +3,82% | +1,79% | −2,78% |

| An:                | 2023   | 2024   |
| ------------------ | ------ | ------ |
| Număr de persoane: | 75.547 | 75.664 |
| Diferență:         |        | +0,15% |

## Comune
- Abrahámovce
- Andrejová
- Bardejov
- Bartošovce
- Becherov
- Beloveža
- Bogliarka
- Brezov
- Brezovka
- Buclovany
- Cigeľka
- Dubinné
- Frička
- Fričkovce
- Gaboltov
- Gerlachov
- Hankovce
- Harhaj
- Hažlín
- Hertník
- Hervartov
- Hrabovec
- Hrabské
- Hutka
- Chmeľová
- Janovce
- Jedlinka
- Kľušov
- Kobyly
- Kochanovce
- Komárov
- Koprivnica
- Kožany
- Krivé
- Kríže
- Kružlov
- Kučín
- Kurima
- Kurov
- Lascov
- Lenartov
- Lipová
- Livov
- Livovská Huta
- Lopúchov
- Lukavica
- Lukov
- Malcov
- Marhaň
- Mikulášová
- Mokroluh
- Nemcovce
- Nižná Polianka
- Nižná Voľa
- Nižný Tvarožec
- Oľšavce
- Ondavka
- Ortuťová
- Osikov
- Petrová
- Poliakovce
- Porúbka
- Raslavice
- Regetovka
- Rešov
- Richvald
- Rokytov
- Smilno
- Snakov
- Stebnícka Huta
- Stebník
- Stuľany
- Sveržov
- Šarišské Čierne
- Šašová
- Šiba
- Tarnov
- Tročany
- Vaniškovce
- Varadka
- Vyšná Polianka
- Vyšná Voľa
- Vyšný Kručov
- Vyšný Tvarožec
- Zborov
- Zlaté